# ジェミニ1号
ジェミニ1号(Gemini 1)はジェミニ計画の一環として、1964年4月に打ち上げられたアメリカ航空宇宙局の宇宙船。有人のジェミニ宇宙船の初号機であり、試験として無人で打ち上げられた。

## 概要
宇宙開発競争の中、アメリカ合衆国はマーキュリー計画に続く有人宇宙飛行計画としてジェミニ計画を推進していた。ジェミニ宇宙船は二人乗りの新型であり、新たな打上げロケットに選定されたタイタンII GLVとの整合性試験や、通信・追跡システムを含む各種試験のための無人試験機がジェミニ1号の目的であった。
計画では、軌道を3周するのみであり、ロケット第二段からは切り離されず、回収予定もなかった。ジェミニ1号には生命維持装置は取り付けられておらず、代わりにバラストが搭載された。耐熱シールドについては、大きな穴が4ヶ所に空けられており、大気圏再突入に際し、機体が燃え尽きるようにされていた。機内には遠隔測定装置が取り付けられ、気圧・振動・加速度・温度などの計測を行なっていた。打上げロケットのタイタンII GLVはアメリカ空軍が開発完了したばかりの大陸間弾道ミサイル・タイタンIIを転用したものであり、まだ信頼性は低く、試験中に配線のショート箇所が発見されるなど、幾つかの問題が発生していた。

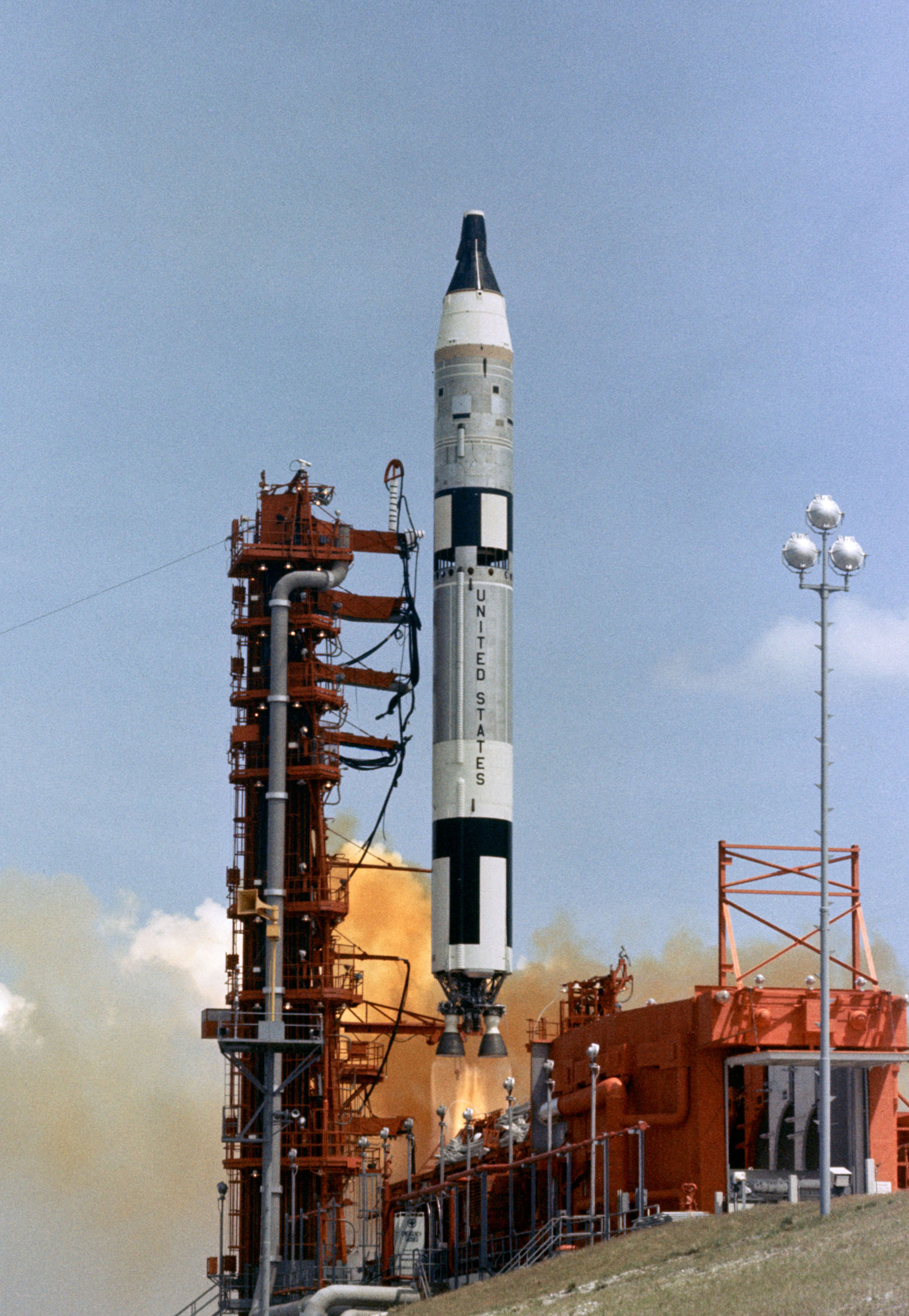
ジェミニ1号の打上げ

ジェミニ1号の打上げは1964年4月8日(UTC)にケープカナベラル空軍基地 LC19発射台より行なわれた。第一段は打上げから2分半後、高度64km、距離91kmの地点で切り離された。この直後、約3秒間の通信途絶があったが、これは第二段の点火に際して機体周辺の大気がイオン化したためであり、以降ジェミニ計画のロケットでも観測された。打上げ5分半後に軌道に到達した。予定では遠地点299kmであったが、速度が速すぎて遠地点320kmの軌道となった。
軌道を3周し、所定の試験は終了した。再突入のための逆噴射計画はなく、ジェミニ1号は第二段を取り付けたまま、3日後も軌道上にあった。有人宇宙飛行ネットワーク(MSFN)に追跡されており、大気抵抗により軌道が低下、4月12日(UTC)に南大西洋上に落下した。アメリカ国防総省もジェミニ1号の支援についており、人員5,176名と航空機11機、艦艇3隻が投入された。